# 凱萊奇酒店
凱萊奇酒店是英國倫敦的一座五星級酒店。位於梅费尔布魯克街和戴維斯街的路口。這座酒店長期和英國王室有密切關係，因此有「白金漢宮附屬建築」的別稱。凱萊奇酒店由梅爾堡酒店集團所有運營。

## 歷史

### 成立
凱萊奇酒店開業於1812年，最初名為米瓦特酒店（Mivart's Hotel）。當時酒店位於一座傳統的倫敦排屋內，之後通過擴張至緊鄰建築而擴大規模。1854年，酒店創業者（生物學家聖喬治·傑克遜·米瓦特之父）將酒店出售給凱萊奇夫婦（他們在米瓦特酒店近鄰有一家小型酒店）。這對夫婦將兩家酒店合併，並一度將酒店更名為「Mivart's at Claridge's」。1860年，歐珍妮·德·蒙提荷曾在此長住，並在酒店和維多利亞女王會面，令酒店聲名大噪。
1878年的第一版《貝德克爾》將凱萊奇酒店列為「倫敦第一酒店」。

### 併購及重建

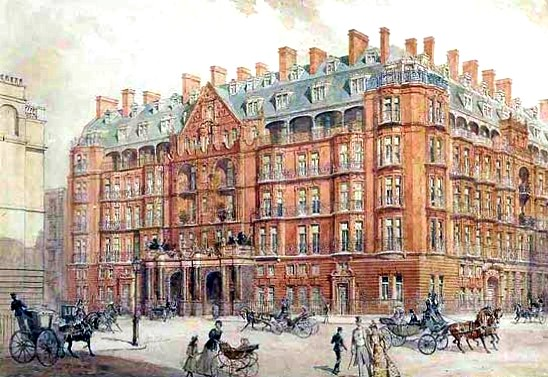
1897年時的凱萊奇酒店

薩伏伊酒店的創始人理查·德奧伊利·卡特在1894年併購了凱萊奇酒店，並拆除了舊建築，以現在的建築取而代之，以加裝電梯和浴室等現代設施。新的酒店建築由喬治·特羅洛普和兒子們修建，在1897年開業。酒店建築是英國II級登錄建築。
1920年代，凱萊奇酒店由卡特之子魯伯特·德奧伊利·卡特管理，並且進行了擴建。在第二次世界大戰期間，凱萊奇酒店是南斯拉夫王國流亡政府的基地，亦是彼得二世的家。他和夫人在二戰中的大部分時間都在凱萊奇酒店度過。有傳言稱酒店的212套房曾在1945年7月17日由英國割讓給南斯拉夫，使得南斯拉夫的王位繼承人亞歷山大得以出生在南斯拉夫領土上。但並沒有現存文件證據支持這一傳言。
第二次世界大戰後，溫斯頓·丘吉爾因在1945年英國大選下野而一度失去在倫敦的家，並曾在凱萊奇酒店的套房暫住。
1951年12月，西德總理康拉德·阿登纳在凱萊奇酒店和世界猶太人會議主席納烏姆·戈德曼秘密會談，開始就德國對猶太人大屠殺倖存者的倖存者的賠償問題進行談判。

### 客人
曾在凱萊奇酒店下榻過的著名娛樂界人士包括加里·格兰特、奧黛麗·赫本、亞弗列·希治閣、畢·彼特、瓊·考琳絲、米克·贾格尔、U2、惠特妮·休斯顿。大衛·尼文在他的回憶錄《月球是個氣球》中寫道，對電影製作人亞歷山大·科達來說，「家就是凱萊奇酒店的頂層」。凱萊奇酒店大廳和客房亦有在2001年斯蒂芬·波利亞科夫導演的BBC電視劇《完美陌生人》中出現。凱萊奇酒店亦是著名的接待皇室賓客的酒店。摩洛哥國王哈桑二世以在旅行時使用自帶床墊著稱，但他在下榻這座酒店時使用了薩伏伊床墊。哈桑二世對薩伏伊床墊的高品質印象深刻，為自己的宮殿訂購了24個同樣的床墊。
1998年，薩伏伊酒店集團（包括後來併購的康諾特酒店）以8.67億美元的價格被美國的兩家私募基金（黑石集團和殖民地資本）併購。2004年，這兩家私募基金委託德意志銀行出售包括凱萊奇酒店在內的薩伏伊酒店集團。最後愛爾蘭的投資者收購薩伏伊酒店集團，並出售薩伏伊酒店和萨沃伊剧院，並將集團更名為梅爾堡酒店集團。

## 餐廳
凱萊奇酒店在2014年用Fera替代了戈登·拉姆齊的餐廳。Fera由米其林星級廚師西蒙·羅甘（Simon Rogan）運營，他曾在坎布里亞經營餐廳L'Enclume。2015年3月，《觀察家報》將Fera評為當月最佳地點。2015年，Fera被米其林選為英國的14家米其林星級餐廳之一。
2012年7月28日至8月6日，凱萊奇酒店曾開設為期十日的臨時餐廳，由米其林星級新北歐飲食餐廳Noma廚師主廚。當時這家哥本哈根餐廳正在裝修。餐廳所有者和創業人雷內·雷德澤和主廚馬特·奧蘭達（Matt Orlanda）為食客提供了人均消費195英鎊的九道菜套餐。

## 聖誕樹
凱萊奇酒店展示聖誕樹，通常由時尚界人士裝飾，如約翰·加利亞諾。2015年的聖誕樹由克里斯多弗·貝利（Christopher Bailey）設計，使用了約100把雨傘和77,000個燈，其靈感來自於路過的行人。

## 外部連結
- 官方网站